# Davide Bresadola
Davide Bresadola (* 10. September 1988 in Cles) ist ein ehemaliger italienischer nordischer Skisportler, der vor allem im Skispringen aktiv war.

## Karriere
Bresadola, der ab 2003 zum italienischen Nationalkader gehörte, startete am 19. Januar 2003 erstmal bei einem FIS-Wettbewerb der Nordischen Kombination im Sprint. Bei den Junioren-Weltmeisterschaften 2003 in Sollefteå erreichte er im Sprint den 54. und mit dem Team den 13. Platz. Ein Jahr später startete er bei den Junioren-Weltmeisterschaften 2004 in Stryn auch im Skispringen und wurde mit der Mannschaft am Ende Achter. Am 10. Januar 2004 gab er sein Debüt im B-Weltcup der Kombination. 2005 gewann er bei den italienischen Meisterschaften die Silbermedaille im Sprint hinter Jochen Strobl. Bei den Olympischen Winterspielen 2006 in Turin startete Bresadola in der Nordischen Kombination sowie im Skispringen. Im Sprint der Kombination erreichte er dabei den 44. Platz. Im Teamwettbewerb schied die Mannschaft bereits nach dem ersten Durchgang im Springen aus dem Wettbewerb aus und erreichte den 11. Platz. 2008 gewann er bei den italienischen Meisterschaften im Skispringen von der Normal- wie auch von der Großschanze die Silbermedaille. Die Nordischen Skiweltmeisterschaften 2009 in Liberec waren die einzigen Skiweltmeisterschaften, bei denen er als Nordischer Kombinierer teilnahm. Er belegte mit der Mannschaft den siebten Rang und im Einzelwettbewerb auf der Großschanze den 32. Platz.
Im August 2009 sprang Bresadola erstmals beim FIS Cup und 3. Juli 2010 debütierte er im Skisprung-Continental-Cup. Ein Jahr später ging er zum ersten Mal im Skisprung-Grand-Prix an den Start. Nachdem Bresadola am 30. Januar 2011 beim Skifliegen in Willingen erstmals an einem Einzelspringen im Skisprung-Weltcup teilnahm und 46. wurde, ersprang er sich am 12. Februar 2011 in Vikersund auf der größten Flugschanze der Welt mit Rang 26 die ersten fünf Weltcuppunkte seiner Karriere. Bei den Nordischen Skiweltmeisterschaften 2011 in Oslo nahm er erstmals als Skispringer an einer Nordischen Ski-WM teil. Auf der Normalschanze scheiterte er in der Qualifikation zum Einzelspringen und wurde mit der Mannschaft Elfter. Auf der Großschanze belegte er den 36. Rang im Einzelwettbewerb.
Am 3. Februar 2013 konnte er in Harrachov – ebenfalls bei einem Skiflugwettbewerb – nach knapp Jahren sein bestes Weltcup-Ergebnis, Platz 26, wiederholen. Bei den Nordischen Skiweltmeisterschaften 2013 in Val di Fiemme belegte er im Einzelwettbewerb auf der Normalschanze den 44. Platz, auf der Großschanze scheiterte er in der Qualifikation. Im Mannschaftswettbewerb auf der Großschanze erreichte er den Finaldurchgang und wurde Achter.
In der Saison 2013/14 konnte er zum ersten Mal mehrmals den Finaldurchgang im Weltcup erreichen und mehr Weltcuppunkte sammeln. Er verbesserte seine beste Einzel-Platzierung auf Platz 13 am 6. Dezember 2013 in Lillehammer und wurde im Gesamtweltcup 62. mit 36 Punkten. Im Februar 2014 nahm er an den Olympischen Winterspielen in Sotschi teil. Er wurde beim Einzelspringen auf der Normalschanze disqualifiziert und auf der Großschanze scheiterte er als 41. knapp in der Qualifikation. Bei der Skiflug-Weltmeisterschaft in Harrachov im März 2014 belegte er den 40. Platz im Einzelwettbewerb.
Am 6. Dezember 2014 sprang er beim Weltcup in Lillehammer erstmals in die Top Ten und verbesserte sein bestes Karriere-Ergebnis auf Rang neun. Bei den Nordischen Skiweltmeisterschaften 2015 in Falun startete er bei allen vier Wettbewerben. Auf der Normalschanze belegte er die Plätze 37 im Einzel und neun im Mixed-Teamwettbewerb. Auf der Großschanze wurde er 36. im Einzel und Zwölfter mit der Mannschaft und verpasste damit in allen Wettkämpfen den Finaldurchgang. Im Gesamtweltcup der Saison 2014/15 erzielte er mit Platz 52 sein bis dahin bestes Abschneiden.
In der Saison 2015/16 nahm er nur an wenigen Weltcup-Springen teil und holte dabei keine Punkte. Er ging vermehrt im Continental Cup an den Start, blieb jedoch auch hier auf den hinteren Rängen. Im Sommer 2016 gewann er zunächst am 9. und 10. Juli in Szczyrk seine ersten beiden FIS-Cup-Springen, und am 24. September war er in Wisła zum ersten Mal im Continental Cup siegreich. Nach einer Saison ohne Weltcuppunkte konnte er in der Saison 2016/17 wieder zweimal unter die besten 30 springen und sammelte 14 Weltcuppunkte. Bei den Nordischen Skiweltmeisterschaften 2017 in Lahti belegte er im Einzelwettbewerb auf der Normalschanze den 27. Platz, in Mixed-Teamwettbewerb den siebten Platz und im Einzel auf der Großschanze den 48. Rang.
Im Sommer 2017 sprang Bresadola erfolgreich im Sommer-Grand-Prix. Nach einer Top-Ten-Platzierung sowie weiteren unter den besten 20 erreichte er mit 112 Punkten Platz 22 in der Gesamtwertung und damit sein bestes Karriere-Ergebnis. Diese Leistungen konnte er aber nicht in die Winter-Saison mitnehmen. Er erreichte im Weltcup kein Ergebnis in den Punkterängen. Im Februar 2018 nahm er in Pyeongchang zum dritten Mal bei den Olympischen Winterspielen teil. Er belegte im Einzelwettbewerb auf der Normalschanze den 35. Platz und im Einzelwettbewerb auf der Großschanze den 47. Platz. Mit der italienischen Mannschaft wurde er Elfter auf der Großschanze.
Bresadola beendete nach der Saison 2018/19 seine Karriere.

## Erfolge

### Continental-Cup-Siege im Einzel
| Nr. | Datum              | Ort   | Typ         |
| --- | ------------------ | ----- | ----------- |
| 1.  | 24. September 2016 | Wisła | Großschanze |

## Statistik

### Weltcup-Platzierungen
| Saison  | Platz | Punkte |
| ------- | ----- | ------ |
| 2010/11 | 71.   | 05     |
| 2012/13 | 76.   | 05     |
| 2013/14 | 62.   | 36     |
| 2014/15 | 52.   | 48     |
| 2016/17 | 60.   | 14     |

### Grand-Prix-Platzierungen
| Saison | Platz | Punkte |
| ------ | ----- | ------ |
| 2011   | 75.   | 008    |
| 2013   | 53.   | 044    |
| 2014   | 27.   | 084    |
| 2015   | 62.   | 026    |
| 2017   | 22.   | 112    |